# HEPES
HEPES (4-(2-hydroxyethyl)-1-piperazineethanesulfonic acid) és un compost orgànic amb naturalesa de zwitterió i n'és també un tampó. L'HEPES és emprat amb molta freqüència en els cultius cel·lulars, degut al fet que s'ha demostrat que és un bon mantenidor del pH fisiològic, té com a avantatge enfront d'altres tampons com els tampons carbonat el fet que a més evita els canvis deguts a l'alliberament de diòxid de carboni produït pel creixement cel·lular.
La constant de dissociació de l'aigua disminueix amb la caiguda de la temperatura, però la constant de dissociació pK dels tampons fosfat i hidrogencarbonat no canvien gairebé amb la temperatura. L'HEPES es comporta com l'aigua i la seva constant de dissociació decreix quan la temperatura també ho fa. Aquesta característica converteix l'HEPES en el tampó preferent per mantenir l'estructura i funció dels enzims a baixes temperatures.
Lepe-Zuniga et al. han descrit fototoxicitat per part de l'HEPES quan aquest s'exposa a la llum, ja que pateix una degradació, si bé no gaire acusada tot produint peròxid d'hidrogen. Per tal de millorar els resultats en medis que continguin HEPES és recomanable evitar en la mesura possible l'exposició a la llum i mantenir el medi en la foscor tot el temps que sigui possible.